# Бондар Микола Герасимович
Бондар Микола Герасимович (нар. 19 грудня 1920 — 17 грудня 1994) — український радянський вчений у галузі мостобудування і механіки, академік АН УРСР (з 1979), заслужений діяч науки УРСР (з 1975). Член КПРС з 1944 року. Закінчив (1944) Дніпропетровський інститут інженерів залізничного транспорту, з 1946 року працює в цьому ж вузі (1968—78 — проректор по науковій роботі). Основні праці — з нелінійної механіки і динаміки мостів.

## З біографії
Народився в сім'ї машиніста депо, який згодом закінчив механічний факультет Харківського інституту інженерів залізничного транспорту і захистив кандидатську дисертацію. У тому ж 1938 році Микола закінчив з відзнакою харківську середню школу і вступив до Дніпропетровського хіміко-технологічного інституту. Після першого курсу перевівся до ДІІТу. В 1941 році ДІІТ був евакуйований до Новосибірську. У 1943 році сталінський стипендіат Микола Бондар захистив дипломну роботу, яку схвально сприйняли Г. К. Євграфов і Григорій Петрович Передерій.
- В 1946 році на запрошення В. А. Лазаряна Бондар став працювати на кафедрі будівельної механіки ДІІТу
- У 1949 році  захистив кандидатську дисертацію
- У 1953 році стає доктором технічних наук
- У 1955 році очолює колектив кафедри «Мости та конструкції». Виходять його наукові монографії. З’явився новий навчальний курс «Динаміка мостів».
- 1954-1958 роки — декан мостового факультету, був ініціатором створення у 1958 році унікальної, єдиної в СРСР науково-дослідної лабораторії динаміки мостів.